# Новгородський дитинець
Новгородський дитинець також Новгородський кремль (рос. Новгородский детинец) — фортеця Великого Новгорода. Дитинець розташований на лівому березі річки Волхов. Перша літописна згадка про нього відноситься до 1044 року. Є пам'ятником архітектури федерального значення, охороняється державою. Новгородський дитинець, як частина історичного центру Великого Новгорода, входить в список всесвітньої спадщини ЮНЕСКО.

## Історія
Північна частина сучасного Дитинця колись становила собою дельту, утворену припливом Волхов з двома рукавами, територія якої ділилася на дві ділянки з острівним положенням. Р. М. Штендер припускав, що найперша фортеця займала серединну частину сучасного Дитинця у секторі між Володимирською і Пречистенською вежами (тобто центральний острівець). На думку В. Л. Яніна, найдавніший Дитинець знаходився в північно-західній частині сучасного Кремля в районі Владичного двору (тобто на північному острові).
На місці Новгородського дитинця в X—XI століттях існували житлові садиби Людина кінця. Розкопки на місці колишньої Пречистенської вежі Новгородського кремля дозволили виявити фрагменти дерев'яної городні, на яких стояла стіна. Радіовуглецевий аналіз спилів з дубових колод дав дати 951±27 рік та 918±41 рік, що, на думку Олега Олейнікова, свідчить про існування укріплення на місці північної частини Дитинця у другій-третій чверті X століття.
Дерев'яний дитинець був закладений за князя Володимира Ярославича — сина Ярослава Мудрого.
У 1045 році князь Володимир Ярославич почав зведення в Дитинці кам'яного Софійського собору північніше 13-голового дерев'яного храму «з дуба о 13 верхах», згорілого в 989 році. Головний храм Пана Великого Новгорода будували 7 років. Освячення його єпископом Лукою Жидятою відбулося в 1052 році. Після освячення Володимир Ярославич прожив менше місяця і був похований в тільки що побудованому соборі.
В 1065 році дерев'яний Дитинець був захоплений полоцьким князем Всеславом Брячиславичем. Фортеця XI століття мала тільки двоє воріт, до яких підходили головні магістралі Софійського боку — Велика вулиця Неревського кінця і Пробійна вулиця Людина кінця. Перша йшла до північних воріт, друга — до південних воріт.
Головною вулицею Дитинця була Пискупля (тобто Єпископська), що будувалася на гроші єпископа. Вона перетинала територію фортеці з заходу на схід і виходила до волховського Великого мосту.
Дубові стіни Дитинця були на практично однаковому віддаленні від Софійського собору і утворювали круглу форму укріплень.
У середині XI століття до Дитинця були приєднані північно-східна і південна частини сучасного Новгородського кремля (першу частину називали «Окром», а другу «Околотком»). У 1097 році дерев'яний Новгородський дитинець в черговий раз згорів. Знову він був збудований тільки за сина Володимира Мономаха князя Мстислава I в 1116 році. У цей же рік Дитинець був збільшений в південну сторону і досяг розмірів сучасного кремля. Загальна площа кремля всередині стін — 12,1 га.

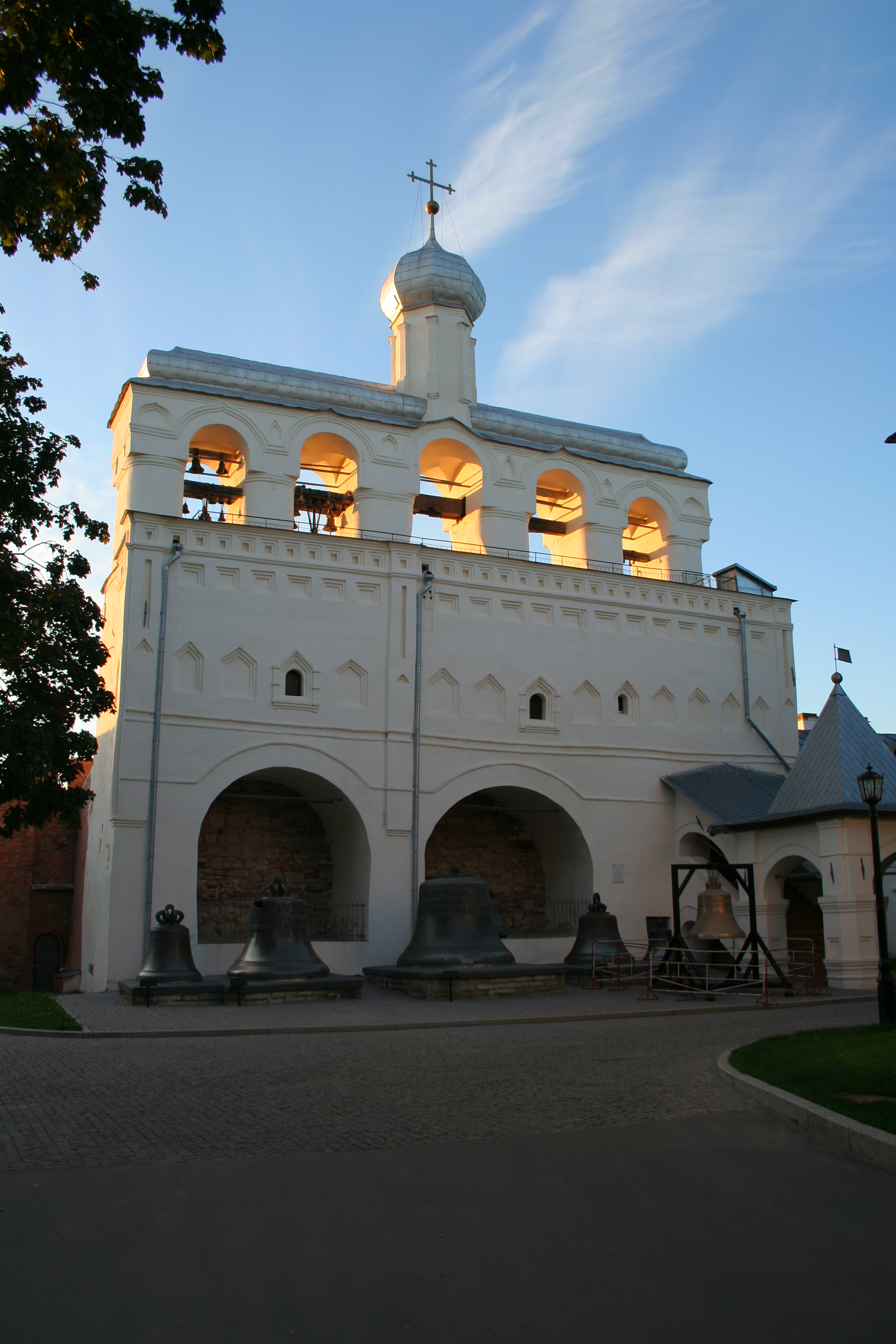
Софійська дзвіниця

У 1262 році дитинець знову згорів, але відразу був відновлений.
У 1136 році через втечу князя Всеволода Мстиславича з поля битви біля Жданової гори і його вигнання з Новгорода влада князя була сильно обмежена, і він стає залежним від віча. Князі переселяються з Дитинця на Городище, а Дитинець з цього часу стає опорою нової влади — Новгородської вічевої республіки. Значну частину Дитинця займала резиденція архієпископа  — Владичний двір, який забудовується численними церквами, житловими і господарськими будівлями. У 1262 році після пожежі стіни Дитинця були відбудовані заново.
У 1333 році новгородський архієпископ Василь (Каліка) розпочав будівництво нового кам'яного Дитинця в Новгороді, побоюючись військ Івана Калити з ординцями і шведів. У 1348 році шведи, порушивши Оріховський договір, вторглися в новгородські землі, захопили Водську п'ятину і фортецю Орєшек, і тому будівельні роботи в Дитинці відновилися лише у другій половині XIV століття. Заміна дерев'яного Дитинця на кам'яний завершилася в 30-ті роки XV століття. У 1437 році через весняну повінь обвалилася частина Софійської дзвіниці, але через два роки ця частина стіни і дзвіниця були відновлені.
Корінна перебудова Дитинця сталася в 1478 році при Великому князі московському Івані III, коли Великий Новгород увійшов до складу Великого князівства Московського (у зв'язку з розвитком артилерії бійниці Дитинця виявилися недостатньо зручними для розміщення в них вогнепальної зброї). Реконструкція була зроблена на спільні кошти Івана III і новгородського архієпископа Геннадія. Будівництво закінчилося в 1490 році. Перебудова Дитинця була настільки значною, що фактично він був побудований заново.
7 травня 1862 року в бік Волхов обвалилась велика ділянка стіни, значна частина якої була перебудована за два роки до цього. Вперше її аварійний стан зазначався ще в середині XVII століття. Фортечна стіна була споруджена заново з нової цегли без всякого дотримання давніх форм. Заради економії її зробили значно тонше і з досить глибокими нішами. Частину нової стіни займають приміщення, влаштовані всередині стіни під архів Казенної палати.
Під час німецької окупації 1941-1944 рр. ці приміщення використовувалися гітлерівськими солдатами як казарми.
30 квітня 1991 року впала ділянка стіни біля Спаської вежі (понад 20 м), а трохи згодом, у ніч з 3 на 4 травня, поруч обвалилася частина стіни, сильно деформувавши схил валу. У 1994-1996 роках замість зруйнованого фрагмента стіни між Спаською та Княжою вежами був зведений новий.

## Архітектура

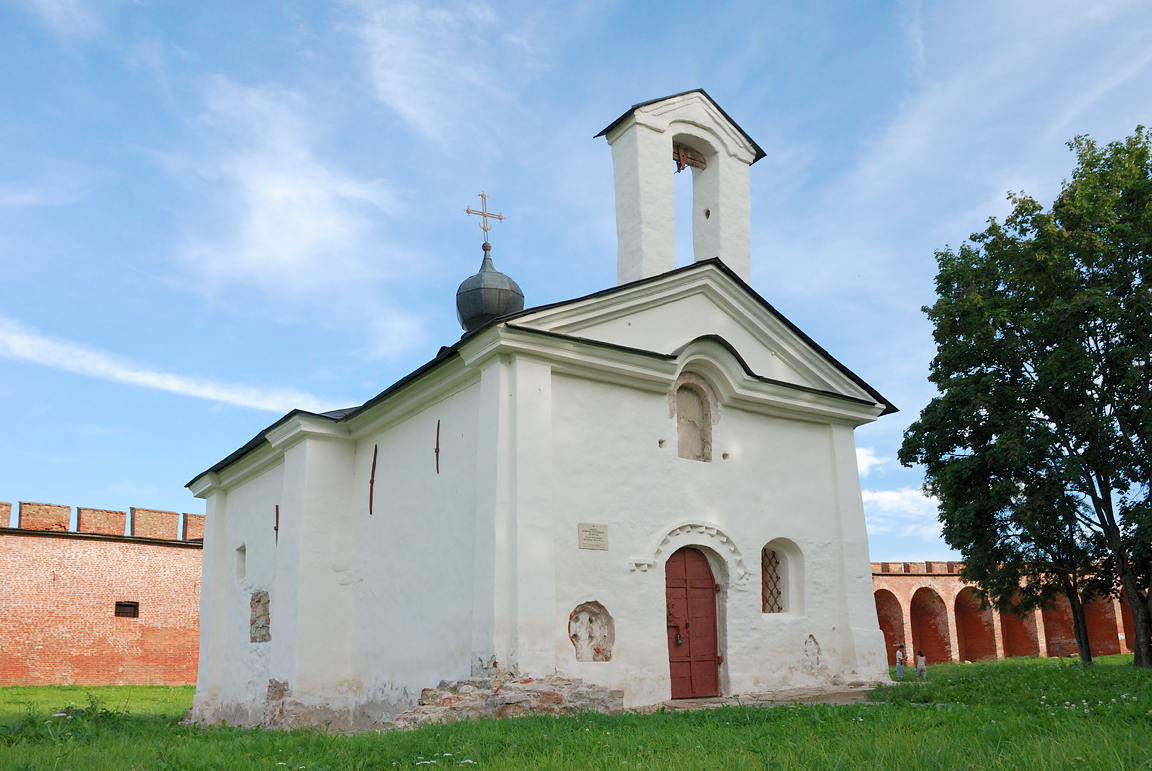
Церква Андрія Стратилата (XIV—XVII ст.)

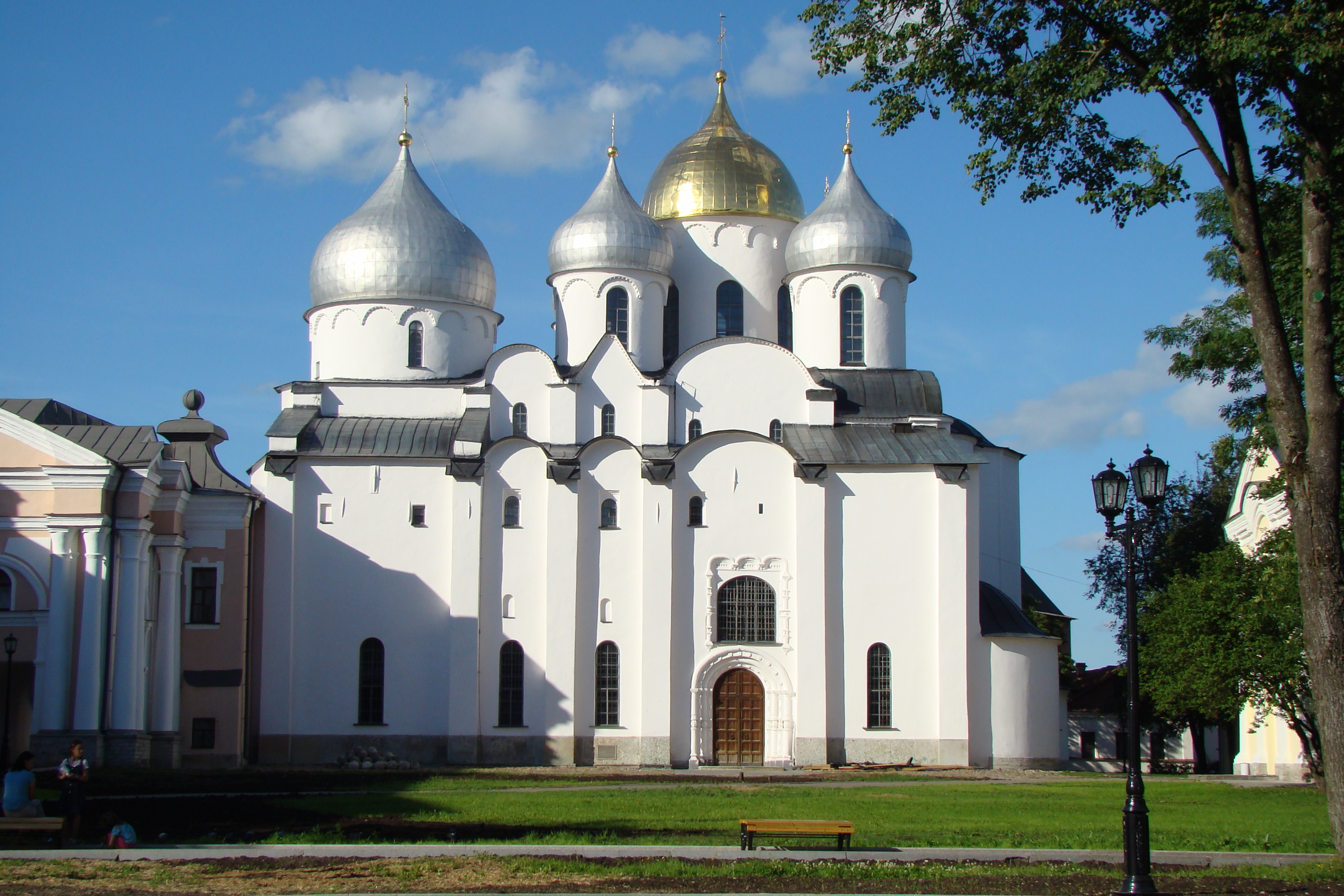
Софійський собор (1045-1050 рр ..)

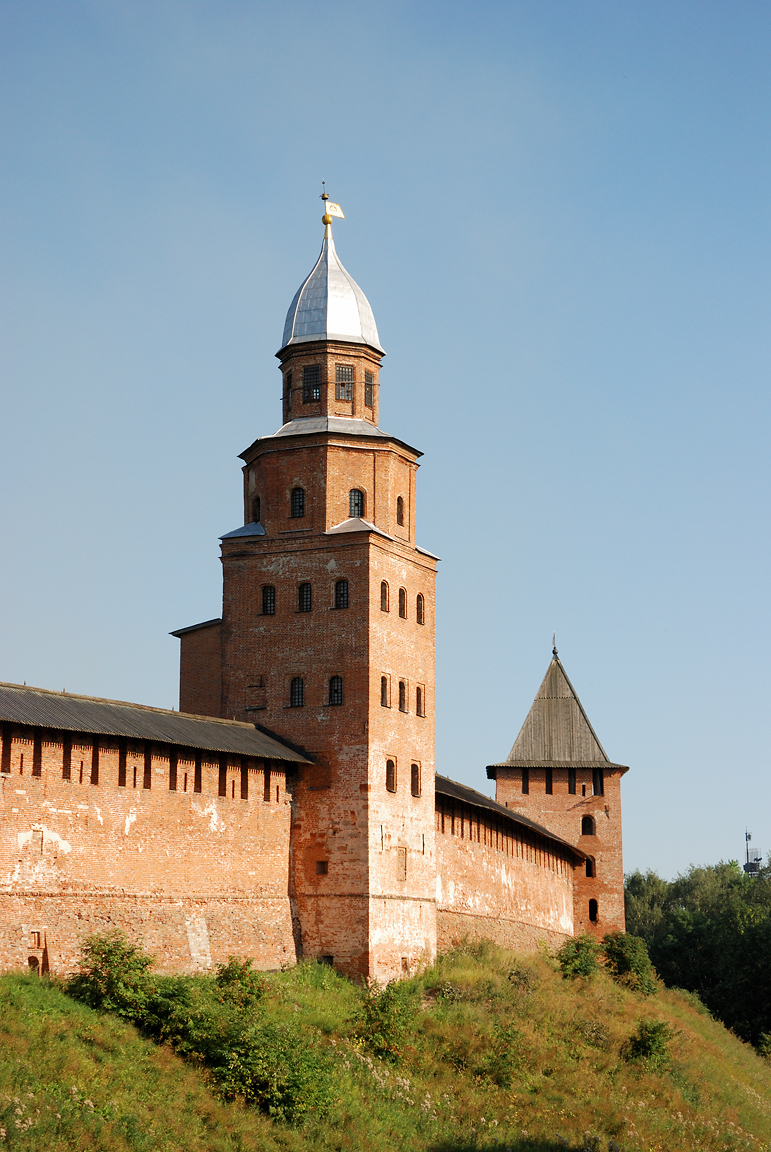
Вежа Кокуй

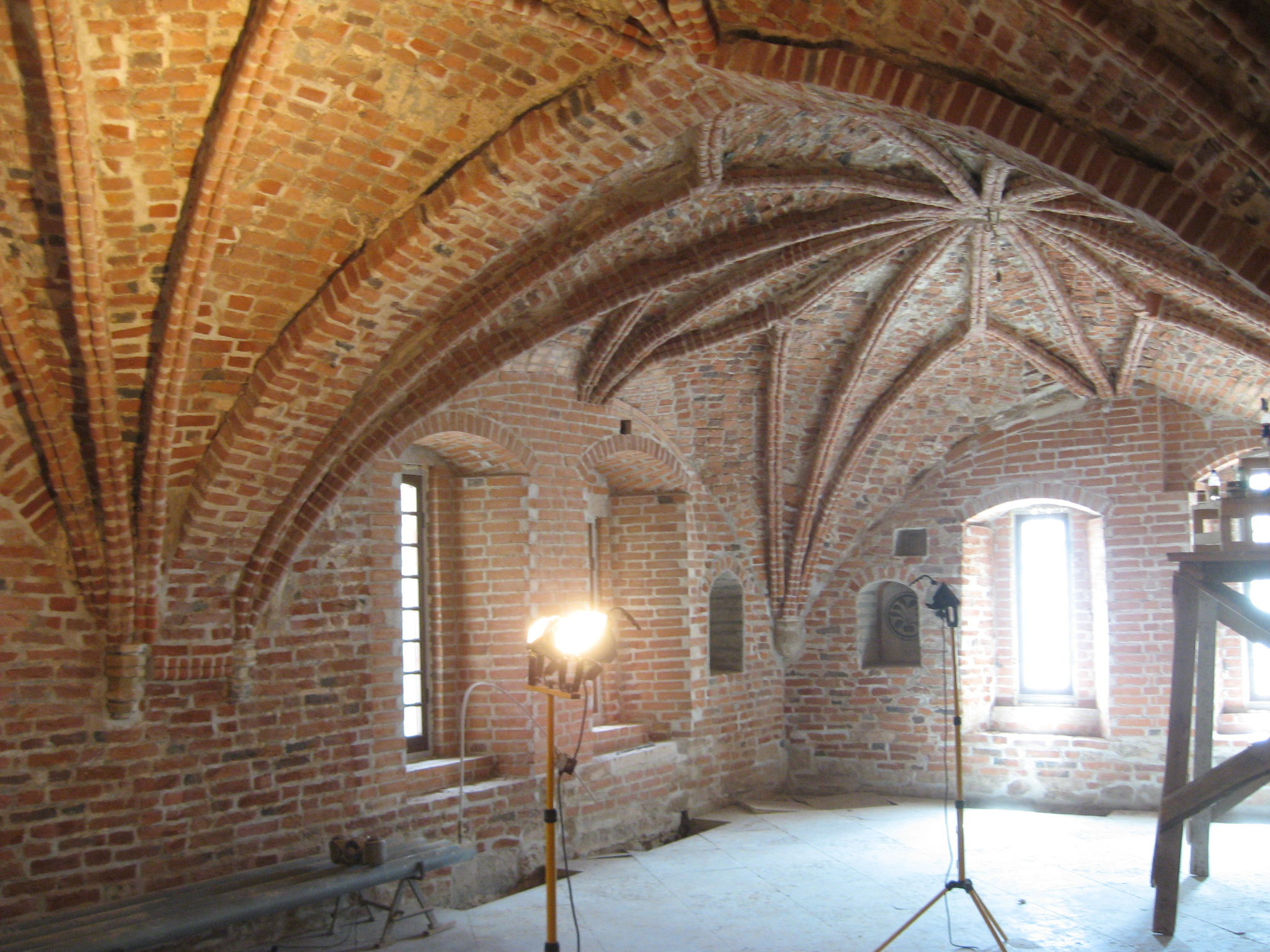
Головний зал Владичної (Грановитої) палати

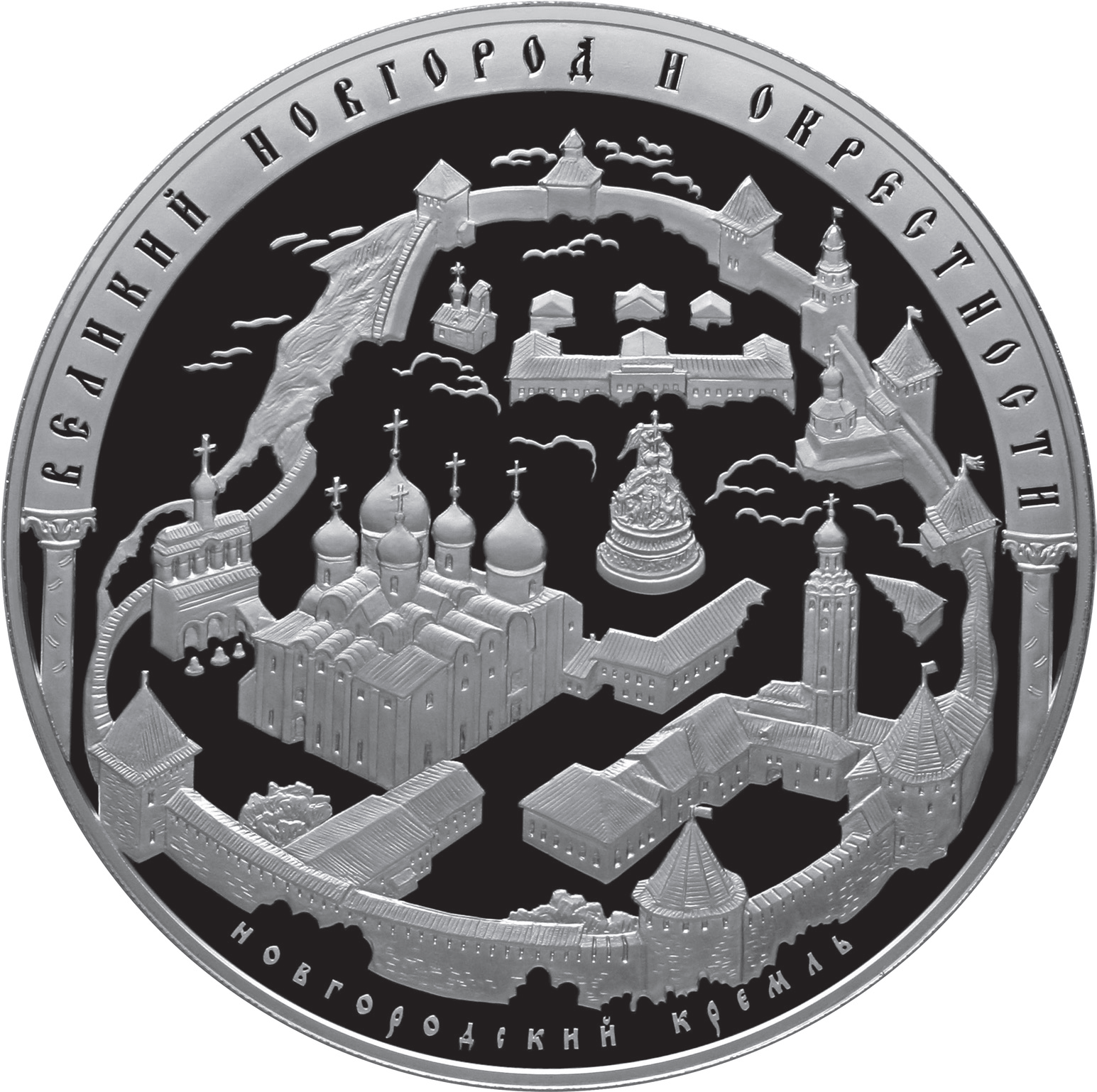
Срібна монета з серії: «Росія у світовому культурному і природному спадщині ЮНЕСКО: Історичні пам'ятки Новгорода і околиць»

Дитинець розташований на пагорбі вище рівня Волхову, знаходячись на висоті 10 метрів. Його форма неправильного овалу витягнута з півдня на північ і має невелике увігнуття з прибережного боку. Зовнішній периметр стін складає 1487 метрів, максимальна довжина з півночі на південь становить 565 метрів, а ширина з заходу на схід - 220 метрів. Загальна площа всередині стін становить 12,1 гектара.

### Стіни та вежі Дитинця
Стіни споруджені з каменю і цегли на вапняному розчині. Їх товщина 1-2,5 цегли. Кам'яна кладка складається з вапняку і кругляка. Товщина мурів у різних частинах неоднакова — від 3,6 до 6,5 м. Висота коливається від 8 до 15 м. Відмінною рисою новгородського Дитинця було будівництво надворотних церков. У зведенні надворотних храмів Дитинця головна роль належала новгородським архієпископам, а князі в будівництві вже не брали участі. Нині велика частина стін, реставрованих у 1950—1960 рр. під керівництвом А. В. Воробйова, має вигляд XV ст.
Не всі прийняті нині назви веж історичні. Найменування «Палацова», «Княжа», «Кокуй», «Митрополича» запроваджені авторами краєзнавчої літератури на рубежі XIX—XX ст. (в матеріалах XVII—XVIII ст. постійних назв у них не було).
Усередині кожна вежа поділялася на п'ять або шість ярусів. Яруси веж з'єднувалися між собою дерев'яними сходами. Кожна з башт мала виходи на бойовий хід фортечної стіни. Нижні яруси могли використовуватися для зберігання боєприпасів. Вежі, крім того, були забезпечені пристроями для підйому гармат і боєприпасів.

#### Вежі Дитинця

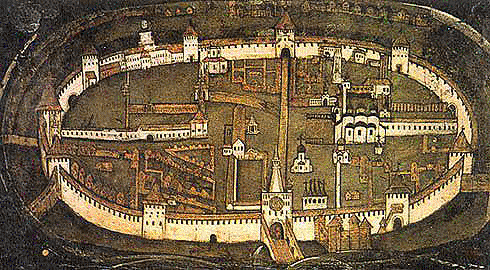
Фрагмент Михайлівській ікони «Знамення Божої Матері», кінця XVII століття.

- Спаська (1297 рік)
- Палацова
- Княжа
- Кокуй  — перебудована за Петра I.
- Покровська (1305 рік)
- Златоустівська
- Митрополича  — названа по найближчому митрополичому двору.
- Федоровська
- Володимирська

##### Не збережені вежі
Деякі вежі були зруйновані, причому замість Пречистенської і Воскресенської веж влаштовані широкі проїзні арки.
- Пречистенська (Богородицька)
- Борисоглібська
- Воскресенська (1296 рік)

#### Довжини всіх прясел стіни
| Від                 | До                  | Довжина (м) |
| ------------------- | ------------------- | ----------- |
| Пречистенська арка  | Палацова вежа       | 286         |
| Палацова вежа       | Спаська башта       | 59          |
| Спаська башта       | Княжа вежа          | 75          |
| Княжа вежа          | Вежа Кокуй          | 52,5        |
| Вежа Кокуй          | Покровська башта    | 58,9        |
| Покровська башта    | Златоустівська вежа | 88,4        |
| Златоустівська вежа | Воскресенська арка  | 100,6       |
| Воскресенська арка  | Митрополича вежа    | 150         |
| Митрополича вежа    | Федоровська вежа    | 62          |
| Федоровська вежа    | Володимирська вежа  | 112,6       |
| Володимирська вежа  | Пречистенська арка  | 172         |

### Собори і церкви

#### Збережені
- Софійський собор
- Церква Андрія Стратилата
- Церква Сергія Радонезького. 1463 рік.
- Церква Входу Господнього в Єрусалим. 1759 рік, на місці храму XIV століття, розписаного іконописцем Ісаакієм. Після ВВВ пристосована під лекторій.

#### Не збережені
- Церква Бориса і Гліба

### Інші пам'ятки
- Пам'ятник «Тисячоліття Росії»
- Дзвіниця Софійського собору
- Тайничні водяні ворота
- Боярські водяні ворота
- Владична палата, готичний, 1433 рік
- Часозвоня
- Меморіал «Вічний вогонь слави»
- Нікітський корпус
- Владичний двір
- Присутствені місця

## Різне

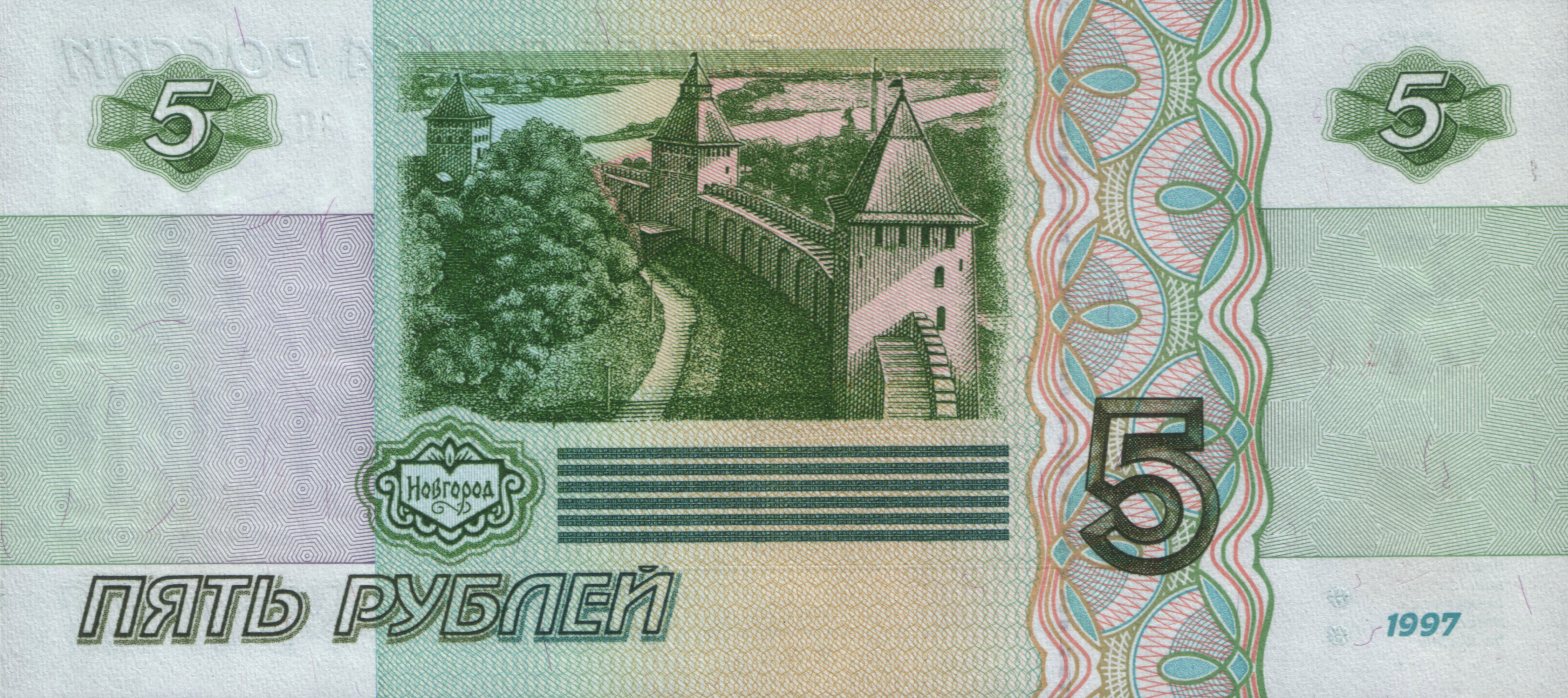
Банкнота в 5 рублів

Вид з вежі Кокуй на Княжу, Спаську і Двірцеву вежі і стіни новгородського дитинця зображені на російських банкнотах номіналом 5000 рублів зразка 1995 року (недіюча) і номіналом 5 рублів зразка 1997 року (чинна, але фактично виведена з обігу).
Архітектурна панорама Новгородського кремля в обрамленні стилізованої арки зображена на срібній монеті номіналом 200 рублів зразка 2009 року.